# Walter Barenthin
Walter Hermann Barenthin (* 13. Januar 1888 in Berlin; † 28. Februar 1959 in Hannover) war ein deutscher Generalmajor im Zweiten Weltkrieg.

## Leben und Wirken
Er war der Sohn des Provinzialsteuersekretärs und späteren Verwaltungsdirektors und Geheimen Regierungsrats Wilhelm Carl Friedrich Barenthin und dessen Ehefrau Marie Elisabeth, geborene Miethke, und wuchs in Berlin-Moabit auf.
Nach dem Schulbesuch ging er zum Militär und trat als Fahnenjunker im September 1908 in das Pionier-Bataillon 21 (Mainz) ein. Im Mai 1909 wurde er zum Fähnrich befördert. Im Ersten Weltkrieg war er 1915 Oberleutnant und Regimentsadjutant des Pionier-Bataillons 25, dessen Kommandeur er später wurde. Er war u. a. in Belgien eingesetzt.
Nach dem Krieg wurde er in die Reichswehr übernommen und schied als Hauptmann Ende März 1920 aus dem aktiven Militärdienst aus.
Er ließ sich in Dresden als Prokurist nieder. Dort heiratete er 1924 ein zweites Mal, nachdem seine erste Ehe geschieden worden war. Daneben wurde er Standartenführer der Standarte Jäger 13 des Wehrstahlhelms. Als Brigadeführer war Barenthin 1934 „Führer der SAR I Sachsen“ (SA-Reserve I (Stahlhelm)).
Zum 1. Mai 1936 wurde Barenthin wieder in den aktiven Militärdienst übernommen. Er wurde im Laufe des Jahres zum Major befördert und Kompaniechef im Pionier-Bataillon 7. Zum 1. April 1941 trat er zur Luftwaffe über. Am 1. September 1943 wurde er zum Generalmajor ernannt. Als ehemaliger Kommandeur der 3. Fallschirmjäger-Division (von der Aufstellung im September 1943 bis Mitte Februar 1944) und der 2. Fallschirmjäger-Division wurde er im März 1945 Kommandeur der 20. Fallschirmjäger-Division.
Nach Ende des Zweiten Weltkrieges kam er in ein britisches Internierungslager, aus dem er Ende August 1947 entlassen wurde. In Hannover verbrachte er seinen Lebensabend.